# 拉波姆赖 (卡尔瓦多斯省)
拉波姆赖（法語：La Pommeraye，法語發音：[la pɔmʁɛ] ⓘ）是法国卡尔瓦多斯省的一个市镇，属于卡昂区。

## 地理
拉波姆赖（48°54'30"N, 0°25'17"W）面积2.8 平方千米，位于法国诺曼底大区卡爾瓦多斯省，该省份为法国西北部沿海省份，北濒大西洋英吉利海峡，东北与滨海塞纳省以海上边界相接，东临厄尔省，南至奧恩省，西与芒什省接壤。
与拉波姆赖接壤的市镇（或旧市镇、城区）包括：勒博、科塞斯维尔、桑格莱地区皮埃尔菲特、圣奥梅尔。

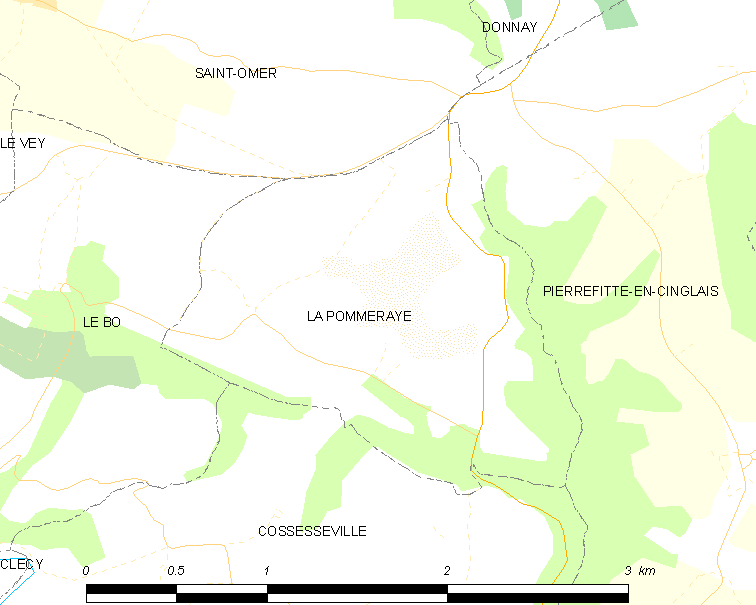
的OSM定位图

拉波姆赖的时区为UTC+01:00、UTC+02:00（夏令时）。

## 行政
拉波姆赖的邮政编码为14690，INSEE市镇编码为14510。

## 政治
拉波姆赖所属的省级选区为勒奥姆县。

## 人口

1962-2008年间人口变化图示

拉波姆赖于2022年1月1日时的人口数量为66人。